# Etheostoma denoncourti
Etheostoma denoncourti és una espècie de peix de la família dels pèrcids i de l'ordre dels perciformes.

## Morfologia
Els mascles poden assolir els 2,9 cm de longitud total.

## Distribució geogràfica
Es troba a Nord-amèrica.